# Луговський Юрій Анатолійович
Ю́рій Анато́лійович Луговський (5 червня 1994, м. Червоноград, Львівська область, Україна — 9 березня 2018, с. Водяне, Волноваський район, Донецька область, Україна) — сержант Національної гвардії України, снайпер-розвідник полку «Азов», позивний «Баррет».

## Біографія
Народився 5 червня 1994 року у місті Червонограді Львівської області. Змалку прислуговував у храмі. Закінчив Червоноградську загальноосвітню школу № 9.  У Червоноградському професійному гірничо-будівельному ліцеї здобув спеціальність столяра, працював за фахом.
Перебував у лавах УНСО з літа 2012 року — у Львівському осередку, де не пропускав жодного військового вишколу. Після створення відокремленого Червоноградського осередку перейшов до нього, де навчав молодих побратимів. Завжди проявляв активну проукраїнську позицію, був активним учасником Революції Гідності в складі загонів УНСО.
З початком російської збройної агресії проти України у 2014 році пішов добровольцем до батальйону спецпризначення НГУ «Донбас», був стрільцем 3-го відділення 2-го взводу 1-ї роти, мав позивний «Пром». Пройшов бої за Іловайськ.
У лютому 2015 року перейшов в «Азов». Сержант, снайпер, заступник командира розвідвзводу 1-го батальйону особливого призначення Окремого загону спецпризначення «Азов» 18-го полку оперативного призначення, в/ч 3057 Східного ОТО НГУ. Захищав Широкине і Маріуполь. Ефективно працював на «нулі» по кілька місяців поспіль. В одному з боїв за Широкине у квітні 2015 року куля «Баррета» знищила бойовика-окупанта прямо під час зйомок пропагандистського сюжету російського телеканалу.
Загинув 9 березня 2018 року о 2:15 поблизу села Водяне у Приазов'ї від кулі ворожого снайпера, під час дуелі снайперських пар.
10 березня з бійцем попрощався особовий склад полку «Азов» у гарнізоні в селі Урзуф. Під час звернення до присутніх командир полку зазначив, що 14 березня «Баррет» повинен був отримати іменну вогнепальну зброю до Дня добровольця.
Похований на Алеї Героїв Червоноградського цвинтаря в селі Бендюга.
Залишились мати Наталія Луговська — психолог у реабілітаційному центрі бійців АТО в м. Соснівка, волонтер, — та сестра.
|                           | Яким він був? «Натуральним», справжнім. Зі своїм світосприйняттям, — в один голос промовляють побратими. На перший погляд, Баррет був замкнутим, мовчазним. Він не любив про себе чи про родину говорити. На початку до людей з обережністю та деякою недовірою ставився. Проте насправді був веселим, комунікабельним. Під час бою ніколи не панікував. Часто був замислений. Дуже не любив дурнів, з ними він повністю обмежував спілкування. Ігнорував їх. З обережністю ставився і до дилетантів. Хороший солдат із духом справжнього воїна. Рідко було таке, аби тривалий час Баррет перебував на базі. Інколи мав і вільний час, який проводив із користю для себе: читав, займався фізичними вправами, слухав музику. До речі, любив українську музику. Позивний мав ще з батальйону «Донбас». Певний час ходив з однойменною гвинтівкою. Завжди залишався при власній думці. Якось у Водяному прийшла велика посилка воякам. Вони думали, що там щось смачне. Відкрили – а там повний ящик книжок. Баррет там бував у цих вояк часто. Побачивши такий «підгон», він спитав, чи можна взяти собі щось із того. На що командир дав згоду. Тоді Баррет вибрав собі одну з книг. Це була «Історія європейської цивілізації. Близький Схід» та містила близько 1000 сторінок. Весь час вдосконалювався. А як солдат був одним із досвідчених та незамінних. |
| — Зі спогадів побратимів. | |

## Нагороди та звання
Указом Президента України № 189/2018 від 27 червня 2018 року, за особисту мужність і самовіддані дії, виявлені у захисті державного суверенітету та територіальної цілісності України, нагороджений орденом «За мужність» III ступеня (посмертно).
За особистий внесок у захисті суверенітету і територіальної цілісності України нагороджений:
- відзнакою Президента України «За участь в Антитерористичній операції»;
- відзнакою МВС України — нагрудним знаком «За відзнаку в службі»;
- медаллю МВСУ «Захиснику Маріуполя»;
- медаллю МВСУ «Захисникам України»;
- орденом «За оборону країни».

19 квітня 2018 року присвоєно звання «Почесний громадянин міста Червонограда» (посмертно).

## Родина
Мати Юрія - психолог полку "Азов" Наталія Луговська. Загинула 5 травня 2022 року під час боїв на металургійному комбінаті "Азовсталь".